# Baba Liu Rai Leste
Baba Liu Rai Leste ist eine osttimoresische Aldeia. Sie liegt im Zentrum des Sucos Bemori (Verwaltungsamt Nain Feto, Gemeinde Dili). In Baba Liu Rai Leste leben 943 Menschen (2015).

## Lage und Einrichtungen
Baba Liu Rai Leste bildet den Osten des Stadtteils Bemori Baba Liu Rai. Südlich des Betts des Mota Bidau grenzt Baba Liu Rai Leste an die Aldeia Centro, westlich, jenseits der Rua de Bé-Mori an die Aldeia Baba Liu Rai Oeste und im Norden an die Aldeia Bemori Central. Der Fluss Bemori bildet auch im Südosten die Grenze zum Suco Culu Hun. Nordöstlich der Avenida da Liberdade de Imprensa befindet sich der Suco Acadiru Hun.
An der Rua de Bé-Mori befindet sich das 1946 aufgestellte Denkmal zum Gedenken der Opfer der japanischen Besatzung im Zweiten Weltkrieg. Außerdem liegt hier die Grundschule Duque de Caixas.